# دانیلسون فریرا ترینداد
دانیلسون فریرا ترینداد (به پرتغالی: Danielson Ferreira Trindade) مدافع اهل برزیل است که در شهر سائوپائولو و در تاریخ ۹ ژانویهٔ ۱۹۸۱ به دنیا آمده‌است.
دانیلسون فریرا ترینداد در تیم‌های فوتبال Grêmio Inhumense سابقهٔ حضور دارد.